# Vadászpilóták
A Vadászpilóták (eredeti cím: Les Chevaliers du ciel) 2005-ben bemutatott francia film, melyet Gérard Pirès rendezett. A Francia Légierő két vadászpilótájáról szól, akik elhárítanak egy terrorista akciót a július 14-ei Bastille-napi ünnepségen Párizsban. A film ötlete a Jean-Michel Charlier nevével jelzett Tanguy et Laverdure című, két kitalált vadászpilóta képregénysorozatán alapul. A képregénysorozatból 1967 és 1970 között tévéfilmsorozat is készült, a két pilóta a francia populáris kultúra hősévé nőtte ki magát, Albert Uderzo filmesítette meg Chalier közreműködésével.

## Cselekmény
A film a 2005. június közepi Le Bourget-i légiszalonnal kezdődik, ahol a Mirage 2000 új altípusának demógépét (Mirage 2000–10) a dinamikus repülése közben ellopják (az altípus kitaláció, a valóságban nem létezik). A felszállásra felkészített gép pilótáját a hangárhoz való menet elrabolják, majd egy furgonban dulakodás közben lelövik. A teljes fegyverzettel felszerelt gép egy másik, beöltözött pilótával száll fel. Személyazonosságát nem igazolják, mert a dinamikus repülések, azaz a tényleges légibemutató-repülések programja a pilóta késése miatt csúszásban van. Repülését követően a reptéri közelkörzetből engedély nélkül távozik, majd ezt követően az Északi-tenger irányában hagyja el a légteret egy nemzetközi légitársaság utasszállító repülőgépe alatt (radarképük egyesül). Eközben a francia légiirányítás az Északi-tenger felől gyakorlórepülésből hazafelé tartó vadászjárőrt riasztja, mint legközelebbi vadászrepülőgépeket. Az ellopott repülőgépet hamarosan azonosítják a Qatar Airways egyik Airbus 340–600-a alatt, majd rövid fordulóharcot követően a géppárparancsnok Antoine „Walk'n” Marchelli százados (Benoît Magimel) DEFA-gépágyújával lelövi, mielőtt az ellopott gép pilótája a jobb külső pilonról R550 Magic-ét indítaná a kísérő Sébastien „Fahrenheit” Vallois százados (Clovis Cornillac) gépére. Mivel tűzparancs nem volt kiadva, és a hadbírósági tárgyaláson bemutatott fotogéppuska-felvételeket titkosszolgálati úton meghamisították (az ellopott gép rakétájának hajtóműlángjait kimontírozták), a járőrparancsnok szerinti indokolt tűzmegnyitás nem nyert bizonyítást. A bíró parancsmegtagadás vádjával Marchelli századost meneszti a légierő állományából. Kísérője szolidaritásból szintén kilép a kötelékből. Aznap esti Orange-i látogatását a BAFSI egyik járőre félbeszakítja.
A polgári szórakoztatórepülésben találnak munkát, Vallois rokonainál, majd később egy titkosszolgálati ígérvényt kapnak: visszakapják a szárnyaikat, ha segítenek egy „ágyúgolyó futamban” ellenséges területek felett repülve Afrika szavánál titkos bevetést teljesíteni. Egy ázsiai ország vadászrepülőgép-beszerzési tenderén a Mirage-típust kellene előnyre juttatni (az amerikainál fejlettebb rádiólokátora miatt), F–16-osok a versenytársak (a filmben csak utalnak rájuk); a kijelölt kelet-afrikai célrepülőteret amelyik csapat hamarabb eléri, az nyeri a beszerzési tendert. A verseny során – valahol Kelet-Afrika felett – C–135FR tankergépük nem jelenik meg a tervezett légtérben, mert a dzsibuti repülőtéren lelövik a tartálygép személyzetét a pilótafülkében. Ez arra készteti a pilótákat – két Mirage 2000C és egy Mirage 2000D Damocles célmegjelölő konténerrel felszerelve –, hogy a kerozinkifogyás előtt ellenséges repülőtéren szálljanak le, ahol már várják őket. Az előre megszervezett akció, melyben a három francia gép mint szenvedő alany szerepel, tervszerűen alakul. A fegyveresek a gépek birtokba vétele során, dulakodás közben közelharcban lelövik az egyik C pilótáját, majd a D-t vezető pilótanőt a látszat fenntartása érdekében leütik, ájulásig ütlegelve terepjárójukba dobják. Ezt követően szétszerelik az egyik C-t, nyerges vontatóra rakják, majd később egy ENSZ-feliratú C–160 Transall-lal elszállítják. Walk'n látványos megoldással kiszabadítja a reptérről Fahrenheit-et: a D-vel felszállva, a futópálya fölé érve hangsebesség felé gyorsítja a Mirage-t, a gép után keletkező lökéshullámok megbénítják a repülőtéren tartózkodókat. Fahrenheit lefegyverzi fogva tartóját, majd egy teherautóval a futópályára hajt. Az első ülésen ülő Walk'n a hátsó ülésben ülőt katapultálja (aki nem ér épségben földet a korábban hatástalanított katapultülés miatt), majd megfordítja a gépet felszállási irányba és elindul. A már guruló gép jobb szárnyfelén át Fahrenheit a katapultülés és kabintető nélküli hátsó fülkébe mászik, majd ezt követően a D-vel felszállnak. Hogy a reptéren parkoló másik C ne jusson az ellenség kezére, a D egyik R550-jével szétlövik, majd hosszú útvonalrepülés során hazarepülnek Franciaországba.
A két pilótát visszahelyezik aktív állományba, majd a párizsi ünnepnap légi parádéján megakadályozzák, hogy a Kelet-Afrikában szétszerelt, ellopott Mirage 2000C-vel merényletet kövessenek el. Walk'n befogja az ellopott C-t, majd a pilóta katapultálása után Super 530-al lelövi azt. Közben földet ér a katapultált pilóta és kiderül, hogy ő nem más, mint az Afrikában elrabolt, a Légierőbe korábban beépült pilótanő. A sikertelen terrorakciót követően megbízó és közvetítő Gibraltárban találkoznak, kifizetni és átvenni a munkadíjat. A diplomatatáska átvételét és rövid társalgást követően utóbbi hangtompítóval felszerelt pisztollyal lelövi a megbízót, majd a szállodából távozva Volkswagen Passatjában ülve az felrobban, ő is életét veszti. A robbantás végrehajtója illetve a valós felbújtók kiléte, nyitott kérdés marad a film végére.

## Forgatás
A film forgatása alatt a Francia Légierő hathatós segítséget nyújtott. Magas színvonalú belső és külső felvételek gazdagítják a filmet. Az ihlető amerikai Top Gun forgatásával ellentétben a légi felvételek többségét nem a földről, hanem egy másik repülőgépből végezték, szigorú koreográfia szerint, ami az ihlető amerikai filmben is alkalmaztak. A jó minőségű felvételekre egy tüzelőanyag-póttartályt átalakítottak, a hátsó részébe mozgatható HD-kamerát (high definition) építettek be. A mozgó jeleneteket egy bérelt Lear Jet-ből vették fel.
Mivel repülőgépek más napokon nem repülhetnek be Párizs légterébe, ezért a város feletti felvételeket a július 14-ei Bastille-napon kellett leforgatni, amire a stáb külön forgatási engedélyt kapott.
A filmet a Saint-Jean-de-Luz-i fesztiválon mutatták be 2005. október 15-én, november 9-én Franciaországban és Belgiumban, majd 2006. február 23-án az összes többi forgalmazó országban.
Az együléses vadászrepülőgépek a BA115-ös Oragne-i légi támaszponton szolgálnak, a repülőtéren is zajlott több jelenet felvétele.